# Burak Özdemir
Pour les articles homonymes, voir Özdemir.

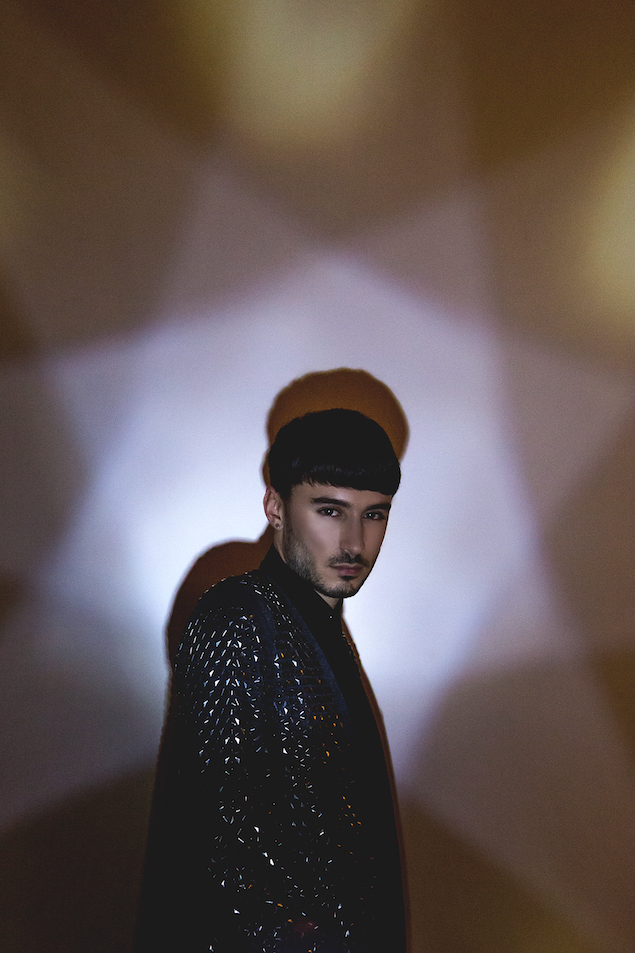
Burak Özdemir (2016)

Burak Özdemir (né le 5 octobre 1983 à Istanbul) est un compositeur, bassoniste, chorégraphe et metteur en scène allemand.

## Introduction
Burak Özdemir est le fils du compositeur et pianiste Cengiz Özdemir. Sa mère était une danseuse de ballet. 
En 2008, il fonde à la Juilliard School de New York l'ensemble Musica Sequenza. Il est depuis lors le directeur artistique de cet ensemble, qui promeut l'innovation en matière de musique ancienne via ses productions interculturelles. À Berlin, il développe ses propres méthodes pour créer de nouveaux modes de performance. Les compositions de Burak Özdemir consistent principalement à redécouvrir des œuvres inconnues allant de la musique de la Renaissance à la musique classique contemporaine. Ses productions vont des concepts scéniques en musique nouvelle aux performances électroacoustiques, en passant par le théâtre expérimental et la danse, les représentations lyriques, les concerts-portraits et les concerts-dialogues, les ateliers, les programmes d’accompagnement et l'enregistrement de CD,,. Burak Özdemir a reçu divers prix : en 2005, il est sélectionné avec son travail Vintage Keys par le Festival international de jazz d'Istanbul ; la même année, il reçoit le prix Jeunes Talents de la Türkiye İş Bankası ; en 2010, Burak Özdemir remporte le premier prix de la Juilliard Concerto Competition,.

## Parcours artistique

### Formation
En 1995, Burak Özdemir prend ses premiers cours de piano et de basson au Conservatoire d'Istanbul. De 2001 à 2005, il passe une licence en musique à l'Université d'Istanbul. En 2005, il s'installe à Berlin et étudie à l'Université des arts avec une spécialisation en basson. En 2008, il termine sa thèse et se rend à New York à la Juilliard School où, en 2010, il est le premier bassoniste à recevoir son diplôme d'artiste en interprétation,.

### Musica Sequenza
Dans le cadre de ses études à la Juilliard School, Burak Özdemir fonde en 2008 l'ensemble Musica Sequenza. L’ensemble se consacre à l’innovation en matière de musique baroque et vise à créer un mouvement d’artistes inter-culturel composé de musiciens, chanteurs, danseurs, chorégraphes, plasticiens, architectes, designers et cinéastes. L'ensemble joue sur des instruments historiques et modernes afin d'engager un dialogue entre la musique électronique et la musique ancienne. L'ensemble présente des spectacles allant du répertoire de la Renaissance aux compositeurs contemporains dans des opéras, des festivals, des salles de concert, des théâtres municipaux, des fondations d'art et des musées. Avec des productions interdisciplinaires de musique baroque, musique nouvelle, électroacoustique, danse moderne, théâtre musical expérimental et performance, l’ensemble participe également à la scène artistique contemporaine.

### Carrière
Les créations de Burak Özdemir ont été présentées en Europe, en Amérique du Nord et du Sud et en Asie dans des lieux tels que l'Elbphilharmonie, la Philharmonie de Berlin, le théâtre Peter Jay Sharp, le club berlinois Berghain, le Concertgebouw d'Amsterdam, l'Opéra national de Vienne et le Théâtre Colón de Buenos Aires. Il a été aussi invité par l'Orchestre philharmonique d'Istanbul, l'Orchestre symphonique Juilliard et L'Arte Del Mondo et a collaboré avec Sasha Waltz, Matthew Herbert, Werner Ehrhardt, Rolando Villazon, Nicolas McGegan et DJ Ipek,,,.
Burak Özdemir s'attache à relier différents domaines artistiques, notamment par le dialogue entre chorégraphie et musique. Au Festival d'Avignon, il collabore avec Sasha Waltz & Guests en 2013 et compose la musique du projet Dialogues. La représentation a lieu à l'Opéra d'Avignon. En 2016, Burak Özdemir compose et participe à la production Listening de Sasha Waltz au Radialsystem V à Berlin. L'année suivante, il se produit avec Sasha Waltz à l'inauguration de l'Elbphilharmonie à Hambourg avec l'installation chorégraphique Figure humaine,,. En 2013, Burak Özdemir collabore avec Matthew Herbert au festival Elbjazz pour One Day. La représentation a eu lieu au théâtre Thalia de Hambourg,.

### Burak
En 2019, Burak Özdemir sort son premier album sous son nom de scène « Burak » sous le label Edel / Neue Meister. L'album Hermes combine électronique et instruments du XVIIIe siècle. Le clip du morceau Lyre, réalisé en réalité virtuelle, a été nommé dans la catégorie Meilleur film expérimental aux Berlin Music Video Awards,.
En tant que DJ, Burak joue dans des clubs divers : Sisyphos, Kitkatclub, Kammgarn, Wagenhallen, Berghain, Radialsystem et Bomontiada Istanbul,,,,,,.

### Électro-baroque
Burak Özdemir est un spécialiste de la Renaissance et de l'exploration d'opéras et de pièces de théâtre, plaçant les œuvres historiques dans le nouveau contexte de la performance contemporaine. Avec ses projets, il a établi un nouveau genre musical, l'« électro-baroque ». Créée en 2010 au Baruch Black Box Theatre, Fuga, the Electro-Baroque Opera a été sa première production d'opéra. Dans les séries de projets suivants, Opera del Futuro (2015) et Sampling Baroque (2019), Burak Özdemir associe la tradition baroque et classique à des éléments électroniques et audiovisuels.

## Quelques projets
Sampling Baroque
En 2015, le festival Händel de Halle commissionne la composition de l'œuvre Sampling Baroque / Händel ; un an plus tard, le deuxième épisode, Sampling Baroque / Bach est commissionné par le Festival international Bach de Schaffhouse au Kulturzentrum Kammgarn (Suisse). D'autres représentations de Sampling Baroque ont suivi au Festival de musique d'Istanbul, à l'Académie Bach de Stuttgart, au club Berghain, au Radial System V de Berlin et au Festival Oranjewoud (Pays-Bas,,,,).
Atlas Passion
En octobre 2018, Atlas Passion, performance coproduite par le théâtre de Schaffhouse, y est présentée pour la première fois. Atlas Passion est un oratorio inter-religieux basé sur la musique des Passions de Bach. Burak Özdemir a composé cette pièce de théâtre musical en quatre langues, l'hébreu, l'arabe, l'allemand et le latin. Les Passions sont placées dans un contexte contemporain et sont abordés des sujets tels que la guerre, l'exil, le nouveau nationalisme et les conflits du Moyen-Orient, ainsi que des interrogations quant aux trois principales religions monothéistes, le christianisme, l’islam et le judaïsme,,,.
Transmute
Transmute est une série de pièces improvisées, dont le premier épisode a été commissionné par la Campagne internationale pour l'abolition des armes nucléaires (ICAN). En 2014, la première a lieu à l'Umspannwerk de Berlin, dans le cadre du débat sur la fermeture des centrales en Allemagne. Ce projet numérique met en lumière une composition électroacoustique soutenue par un rythme très prononcé et des récurrences mélodiques fortes. Avec Transmute, Burak Özdemir explore les sons émanant de certains espaces publics et développe des paysages et architectures sonores,,.
Sohbet i Korero
Sohbet i Korero, une installation de Burak Özdemir pour le musée Pera, fait partie de la série intitulée New Sounds mise en place par ce musée d'Istanbul. Le but de ce projet était de redécouvrir les collections du musée à travers différentes expressions artistiques de plusieurs compositeurs. Sohbet i Korero s'inspire de la collection de l'exposition intitulée La Peinture orientaliste présentée en novembre 2018. Le projet Sohbet i Korero de Burak Özdemir est un dialogue expérimental improvisé entre arts plastiques et musique. Le visuel se transforme en perception auditive,,,,,.

## Discographie
Les albums de Burak Özdemir sont sortis sous les labels Harmonia Mundi, Sony Music et Neue Meister / Edel.
- 2012 Antonio Vivaldi – The New Four Seasons
- 2013 Johann Sebastian Bach – The Silent Cantata
- 2014 Jean-Philippe Rameau – Rameau à la turque
- 2016 Georg Friedrich Haendel – Sampling Baroque Händel
- 2019 Burak – Hermes
- 2020 Burak – Devas
- 2021 Georg Friedrich Haendel – Morphine
- 2021 Johann Sebastian Bach – Opium
- 2021 Inferno
- 2022 Claudio Monteverdi – Vertigo
- 2022 Burak – Orishas
- 2022 Johann Sebastian Bach – Sampling Baroque Bach
- 2023 Kassia

## Œuvres
Année et lieu des premières mondiales créées par Burak Özdemir :
- Juillet 2005 : Vintage Keys, Festival de jazz d'Istanbul[5]
- Avril 2010 : Fuga, opéra électro-baroque, Centre des arts de la scène Baruch, New York[46]
- Novembre 2012 : Vivaldi: The New Four Seasons, Radial System V Berlin[47]
- Juin 2013 : Sound Specific: Music of Seicente, Zionskirche Berlin[48]
- Juillet 2013 : Dialogue, avec Sasha Waltz, Festival d'Avignon[15]
- Novembre 2013 : Bach: The Silent Cantata, club Berghain Berlin[49]
- Décembre 2013 : Opera del Futuro: La Serva Padrona, Radial System V Berlin[50]
- Décembre 2013 : Sound Specific: Il Prete Rosso, The Startup Gallery Berlin[48]
- Janvier 2014 : Transmute - Episode 1: Zero Gravity, Umspannwerk Berlin[51]
- Février 2014 : BarockSamples - Exposing Händel, Nikolaisaal Potsdam[52]
- Avril 2014 : Transmute - Episode 2, Honey where are my keys?, Radial System V Berlin[53]
- Octobre 2014 : Rameau à la turque, club Berghain Berlin[54]
- Février 2015 : Opera del Futuro: Skin Deep Plug-Ins, Kitkatclub Berlin[21]
- Mars 2015 : Diego Velazquez, Grand Palais, Paris[55]
- 2015 : Sampling Baroque - Händel, Händel Festspiele Halle[30]
- Février 2016 : Transmute - Episode 3: Paper Covers Rock, Radial System V Berlin[56]
- Mai 2016 : Sampling Baroque - Bach, Bachfest Schaffhausen / Kammgarn[27]
- Décembre 2016 : Transmute - Episode 4: Unreif, club Berghain Berlin[38]
- Novembre 2018 : Sohbet I Korero, Musée Pera Istanbul[39]
- Avril 2019 : Hermes, Silent Green Kulturquartier Berlin[57]

## Musiques de film
En 2012, Burak Özdemir compose la musique de la série Götter wie Wir et l'année suivante celle du film Lifelong - Hayatboyu.
En 2015, Burak Özdemir, inspiré par les compositeurs baroques espagnols, est chargé par le musée du Grand Palais à Paris de composer de la musique pour l'exposition internationale consacrée au peintre baroque espagnol Diego Vélasquez. Le résultat du travail filmé par Karim Aïnouz a ensuite été publié par Arte édition en DVD,.

## Récompenses
- 2004 : prix pour l'œuvre Vintage Keys en sélection du Festival de jazz d'Istanbul
- 2005 : 1er prix Sanat Young Talents de Türkiye İş Bankası
- 2007 : bourse de l'année, Fondation Borusan
- 2010 : 1er prix du concours Juilliard Concerto Competition
- 2014 : nomination pour le Donizetti Award Turkey, meilleure musique de chambre de l'année
- 2019 : nomination pour la vidéo Lyre aux Berlin Music Video Awards dans la catégorie Meilleur film expérimental[60],[61],[62],[63]